# Caladenia magnifica
Caladenia magnifica är en orkidéart som först beskrevs av William Henry Nicholls, och fick sitt nu gällande namn av David Lloyd Jones och Geoffrey William Carr. Caladenia magnifica ingår i släktet Caladenia och familjen orkidéer.
Artens utbredningsområde är Victoria. Inga underarter finns listade i Catalogue of Life.